# 1007 (numero)
Millesette (1007) è il numero naturale dopo il 1006 e prima del 1008.

## Proprietà matematiche
- È un numero dispari.
- È un numero semiprimo.
- È un numero composto da 4 divisori: 1, 19, 53, 1007. Poiché la somma dei suoi divisori (escluso il numero stesso) è 73 < 1007, è un numero difettivo.
- È un numero congruente.
- È un numero odioso.
- È un numero intero privo di quadrati.
- È parte delle terne pitagoriche (532, 855, 1007), (1007, 1224, 1585), (1007, 9540, 9593), (1007, 26676, 26695), (1007, 507024, 507025).

## Astronomia
- 1007 Pawlowia è un asteroide della fascia principale del sistema solare.

## Astronautica
- Cosmos 1007 è un satellite artificiale russo.

## Altri ambiti
- Papiro Ossirinco 1007 è un è manoscritto della Septuaginta conservato nella British Library di Londra.